# محمد طالح
محمد طالح هو مجاهد ومعتقل سياسي إبان الثورة التحريرية الجزائرية.
ولد عام 1920 بقرية تيزري عيسى بلدية أيت يحيى موسى، من أسرة فقيرة كحال باقي العائلات الجزائرية آنذاك. عاش مع أخيه الوحيد «أعمر» وكان يمتهن الفلاحة مكسبًا للعيش.

## الالتحاق بالثورة الجزائرية
الوضعية السائدة في تلك الفترة وما عرفه الجزائريون من قمع واظطهاد من طرف الاستعمار الفرنسي دفعه للانخراط عام 1945 في صفوف حزب انتصار الحريات الديمقراطية أين كان عضوا نشيطا. بداية عام 1947 نظم مع كريم بلقاسم ومجموعة من مناضلي المنطقة اجتماعا بالمكان المسمى «أبريد أموقران» أين خلصوا في الأخير إلى ضرورة تأسيس خلية عسكرية للانتقال إلى العمل العسكري. وعملا على تنفيذ هذه التوصية، فقد قامت هذه الخلية السرية ببيع المنتجات الفلاحية بكل من سوق «الثلاثاء» و«لحد نمزريث» من أجل التمكن من شراء الأسلحة. يوم 21 مارس 1947 تمكنت المجموعة المسلحة التي كان محمد طالح عضوا فيها من تنفيذ أول عملية عسكرية لها تمثلت في اشتباك مع قوات الدرك أثناء قدوم هذه الأخيرة لاعتقال المناضل محمد طالح. بعد ذلك قامت المجموعة بتنظيم عديد العمليات العسكرية التي جعلت من جيش الاحتلال الفرنسي ومقرات الإدارة الاستعمارية هدفا لها. الشيء الذي كبد المستعمر خسائر كبيرة مما دفعه لإرسال فرقة من قوات الدرك لرصد ومراقبة تحركات هذه الخلية الثورية، وقد لجأت قوات الدرك الاستعمارية هذه إلى تعذيب واستنطاق سكان قرية تيزرى عيسى وضواحيها بحثا منها عما يساعدها على تفكيك تلك الخلية المسلحة التي كان محمد طالح عضوا فيها. ومن بين ضحايا هذه الحملة الشرسة للمستعمر شقيق المناضل محمد طالح المدعو أعمر طالح، الذي اغتيل في 27 مارس على يد قوات الدرك الاستعمارية.

## اعتقاله
بعد نجاحه في تنفيذ عديد العمليات أوكلت للمناضل محمد طالح مهمة الانتقال للعاصمة للإتصال بمجموعة من النشطاء. أثناء تواجده بالعاصمة قامت المخابرات الفرنسية بنصب كمين له بعد أن تمكنت من اكتشاف أمره أين تم اعتقاله يوم 4 مايو 1949. في السجون الاستعمارية ذاق محمد طالح شتى أنواع التعذيب والتنكيل انتقاما منه لرفضه للخضوع للظلم والاضطهاد من قبل المستعمر وثورته من أجل التحرر.

## بعد الاستقلال
أصدرت المحكمة الفرنسية في حق المناضل محمد طالح حكما بالحبس المؤبد ولم يغادر السجن إلى غاية 1962 بعد أن استعادت الجزائر استقلالها من الاستعمار الفرنسي. بعد الاستقلال التحق بالجيش الوطني الشعبي سليل جيش التحرير برتبة مساعد إلى غاية 1972. توفي يوم 6 ديسمبر 2003 بعد صراع طويل مع المرض.